# Adarga (revista)
Adarga fue una revista de corte anarquista publicada en 1980 en Madrid (España). Se considera parte del movimiento de la prensa satírica española durante los últimos años del Franquismo y la Transición. 
Era una revista cultural que abordaba temas relacionados con la CNT, el anarcosindicalismo, la educación libertaria, etc. Su origen está en el V Congreso de la Confederación Nacional del Trabajo (CNT), que se celebró en 1979 en la Casa de Campo de Madrid. El líder del proyecto y creador de la revista fue Juan Gómez Casas, Secretario General de la CNT desde 1976 hasta 1978. Sólo contó con 5 números ya que tuvo problemas tanto económicos como internos y el último de ellos fue en septiembre de 1981.

## Prensa satírica en España
Los últimos años del Franquismo y los primeros de la Transición española, fueron testigos de esta etapa en la historia de la prensa satírica en España. Durante la década de 1970, las publicaciones satíricas y humorísticas fueron los medios de comunicación referentes para la población española del momento y lograron alcanzar grandes cifras de difusión. Pero el camino fue duro para todas estas pequeñas revistas o periódicos y que no lo tuvieron fácil ni los editores, redactores y dibujantes. Hubo dos leyes que marcaron el devenir de estas publicaciones en la historia de España.  

### Ley de Prensa e Imprenta
La ley de Prensa e Imprenta vigente desde 1966 permitía al Gobierno de Francisco Franco aplicar severas sanciones y, sobre todo, abrir procesos judiciales, incluso con pena de cárcel, por vulnerar el Artículo Segundo de esta ley:
«La libertad de expresión y el derecho a la difusión de información, reconocidas en el artículo primero, no tendrán más limitaciones que las impuestas por las leyes. Son limitaciones: el respeto a la verdad y a la moral; el acatamiento a la Ley de Principios del Movimiento Nacional y demás Leyes Fundamentales; las exigencias de la defensa Nacional, de la seguridad del Estado y del mantenimiento del orden público interior y la paz exterior; el debido respeto a las instituciones y a las personas en la crítica de la acción política y administrativa; la independencia de los Tribunales y la salvaguardia de la intimidad y del honor personal y familiar».
Entre los años 1974 y 1975 coincidieron en España junto a Adarga otras seis revistas satíricas o humorísticas con una ideología muy marcada: La Codorniz, Barrabás, El Papus, Por Favor, Hermano Lobo y El Cocodrilo Leopoldo. Gracias a la anterior ley citada, el gobierno de Franco tenía poder para suspender de forma temporal las publicaciones de las revistas. Este fue el caso de El Papus y Por favor, aunque esta última continuó con sus publicaciones bajo el seudónimo de Muchas Gracias, para responder de forma irónica al régimen. Durante estos años finales del Franquismo y gracias a la censura, hubo muchos expedientes administrativos a los directores de las redacciones. Pese a todos los problemas que tuvieron, las tiradas de las revistas fueron creciendo de forma progresiva hasta el año 1976. Después, tras la muerte de Franco en noviembre de 1975, se dio paso al cambio político ansiado por el país, conocido como la Transición, donde se modificaron muchas leyes, incluida la de Prensa e Imprenta.

### Real Decreto sobre Libertad de Expresión
El 1 de abril de 1977 en un Real Decreto sobre Libertad de Expresión se fijaron las nuevas pautas para poder difundir este tipo de publicaciones impresas. El contenido de este Decreto es el siguiente, siendo los artículos Primero y Segundo los más importantes:

##### Artículo primero.
"La libertad de expresión y el derecho a la difusión de informaciones por medio de impresos gráficos o sonoros, no tendrá más limitaciones que las establecidas en el ordenamiento jurídico con carácter general"

##### Artículo segundo.
1. "Quedan derogados el artículo segundo de la vigente Ley de Prensa e Imprenta y el artículo ciento sesenta y cinco bis b) del Código Penal.
2. "Quedan suprimidas las facultades de suspensión atribuidas a la Administración por el artículo sesenta y nueve de la Ley de Prensa e Imprenta".

Tras la puesta en marcha de esta nueva ley, hubo una gran renovación de todos los contenidos tanto gráficos como literarios que se podían publicar. A partir de entonces se pudo satirizar todo lo que antes estaba prohibido, como hablar de la Iglesia Católica o el Ejército. Pero, algunas revistas como Hermano Lobo y Barrabás dejaron de publicarse en 1976 y 1977, respectivamente, al igual que Adarga, que desaparecería en 1981. En 1977 nacería la revista satírica El Jueves, que todavía sigue existiendo hoy en día y ha protagonizado algunas polémicas judiciales. 

## Características
El nombre de Adarga viene tomado del viejo escudo de piel, primero, cuero, después, en forma de corazón copiado de los árabes. Es un nombre derivado del verbo “adargar”, que significaba la defensa pasiva y la defensa activa, todo acorde a la esencia libertaria del anarcosindicalismo.
La revista aglutinaba a un conjunto de personas y entidades alrededor del progreso social y cultural por la vía de las libertades públicas e individuales. En su Consejo de Redacción contaba con intelectuales como Antonio Artero y colaboradores como Federica Montseny y Noam Chomsky.
Para dar idea de la variedad temática que albergaba relacionamos algunos de los artículos publicados en ella:
- Necesidad de otro Cervantes, por Emma Gutiérrez.

- Ojeada general al campo andaluz, por José Luis García Rúa.
- La nueva guerra fría, por Noam Chomsky.
- En torno a la obra de Antoni Tàpies, por T. Zara
- Albert Camus: estudio crítico, por Ernesto García Muñoz.
- Anarcosindicalismo y posibilismo, por Juan Gómez Casas.
- El Guernica, modo de empleo, por D. Santos Amestoy.
- Con la naturaleza: equilibrio natutal, por Colectivo J.M

## Contenido
Los temas tratados en esta revista eran muy variados pero fundamentalmente se centraban en el anarcosindicalismo, la labor de la CNT y la educación libertaria. 
El anarcosindicalismo es la actuación del anarquismo sobre los movimientos obreros que confluyen en un sindicato. El anarcosindicalismo propugna la acción de un sindicalismo revolucionario, que tras ser oprimido y explotado, lucha por la destrucción del sistema establecido y que los servicios productivos estén en manos de los trabajadores. 
La pedagogía en el anarquismo o la educación libertaria se basaba en que los individuos debían de aprender por sí mismos y no estar sometidos a una autoridad impuesta por nadie, debían desarrollar sus aptitudes libremente. Actualmente existe en Madrid la Fundación Anselmo Lorenzo, que se dedica a difundir y proteger la cultura libertaria. Entre sus acciones más relevantes está la de editar libros sobre anarquismo y conservar toda la documentación que tenga que ver con la CNT.

## Revistas coetáneas
La década de 1970 fue fundamental para la prensa satírica en España y coincidieron revistas como La Codorniz, Barrabás, El Papus, Por Favor, Hermano Lobo y El Cocodrilo Leopoldo. Hermano Lobo y Por favor influyeron mucho en la sociedad española que vivía bajo la dictadura de Franco, con su humor político y social. Estas dos revistas consiguieron acabar con La Codorniz, que tenía una sátira incomprensible y absurda para esa época. Por otra parte, Barrabás y El Papus fueron las revistas encargadas de llevar a sus tiradas el pensamiento y el lenguaje de la gente de la calle que exigían el cambio político en España. 
Todas estas revistas, incluida Adarga, influyeron de una manera u otra en la vida de unos ciudadanos que anhelaban un cambio para poder vivir en libertad, sin miedo a que sus pensamientos o ideas se vieran reprimidas. La finalidad era llegar a la ansiada democracia y estas revistas tuvieron en parte una gran influencia. 

## La nuevaAdarga
En 2013 apareció de nuevo la revista Adarga, con una imagen totalmente diferente pero sin perder sus ideales iniciales. Sigue defendiendo el anarcosindicalismo y la labor de la CNT como organización obrera y aún mantiene el deseo de una sociedad anarquista.
Equipo Editor
Coodirección: José Luis García Rúa y M. A. Martínez
Editor: Héctor Vicente García Wiedemann
Coordinador: A. Lázaro, José L. García González y Ariane García
Traducción: M. Bascuñana, Marta Gómez Becerra, Marian Giménez López
Correctora: Patricia Romero
Diseño y maquitación/Ilustración de la portada: Isa M. Monteoliva Martín
Redes sociales: Lorenzo y Eugenia
Administración y tesorería: Ignacio S.
Colaboradores
Fidel Manrique, E. F., Andrés Carmona, Grupo Heliogábalo, Anthony Crowther, J. P. C., Francisco José Fernández Andujar, M. Suárez García, J. Van der Gim, A. C. M., Jean Philippe Crabé, José L. García González, Ariadne G., Guillermo Castellano, A. A. F. Vadim Damier, E. Delgado Duatis.